# Christuskirche (Kassel)

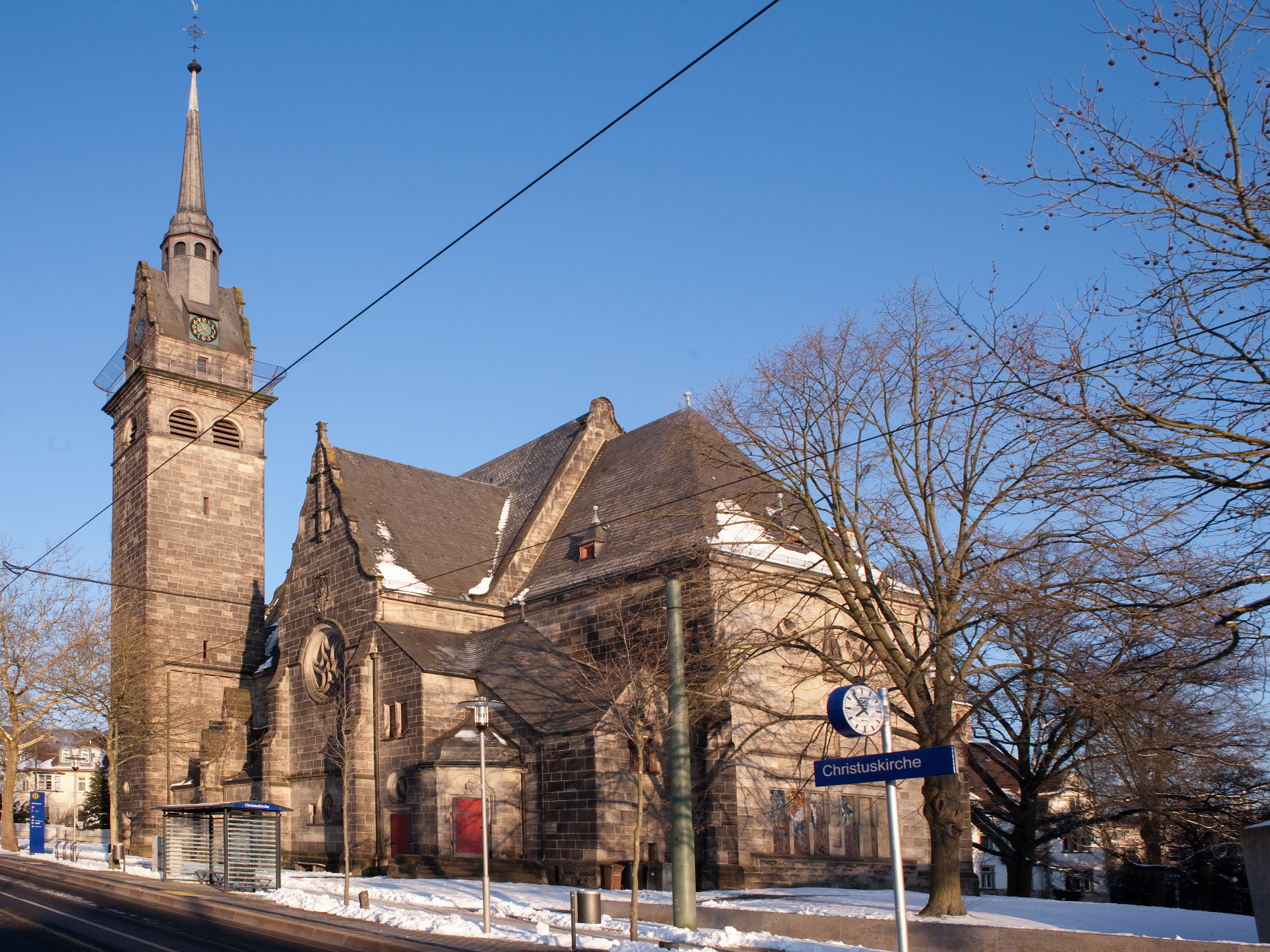
Fassade der Christuskirche nach Südost

Die Christuskirche ist ein weitgehend unverändert gebliebenes evangelisches Kirchengebäude aus der wilhelminischen Zeit in Kassel. Sie steht im Stadtteil Bad Wilhelmshöhe in der ehemals selbstständigen Ortschaft Wahlershausen.

## Geschichte
1894 erfolgte ein Aufruf der Gemeinde Wahlershausen zum Sammeln von Spendengeldern für den Neubau einer Kirche. Dieser Aufruf hatte jedoch nur mäßigen Erfolg. Erst als sich der Bürgermeister Heinrich Wimmer im Rahmen der geplanten Eingemeindung zur Stadt Kassel der Sache annahm, kam das Projekt voran. Gerade zu einer Zeit, in der die kommunale Selbstständigkeit von Wahlershausen verloren ging, wuchs der Wunsch nach einer eigenständigen Kirchengemeinde, und daher beschlossen am 3. März 1900 die Gemeindevertreter den Neubau der Kirche. Im Jahr 1902 begannen die Bauarbeiten nach den Plänen des Architekten Johannes Roth (* 11. Januar 1860 in Bad Kreuznach, † 30. August 1911 in Kassel), der auch die Friedenskirche im Vorderen Westen in Kassel entwarf.
Am 10. November 1902, dem Geburtstag von Martin Luther, erfolgte die Grundsteinlegung und am 20. Dezember 1903 wurde sie eingeweiht. Dabei erhielt sie ihren Namen Christuskirche. Zur Einweihungsfeier stiftete die Kaiserin Auguste Viktoria eine Altarbibel, die heute im Archiv der Kirchengemeinde aufbewahrt wird. Aufgrund der großen Nachfrage wurden für den Festgottesdienst Eintrittskarten ausgegeben.

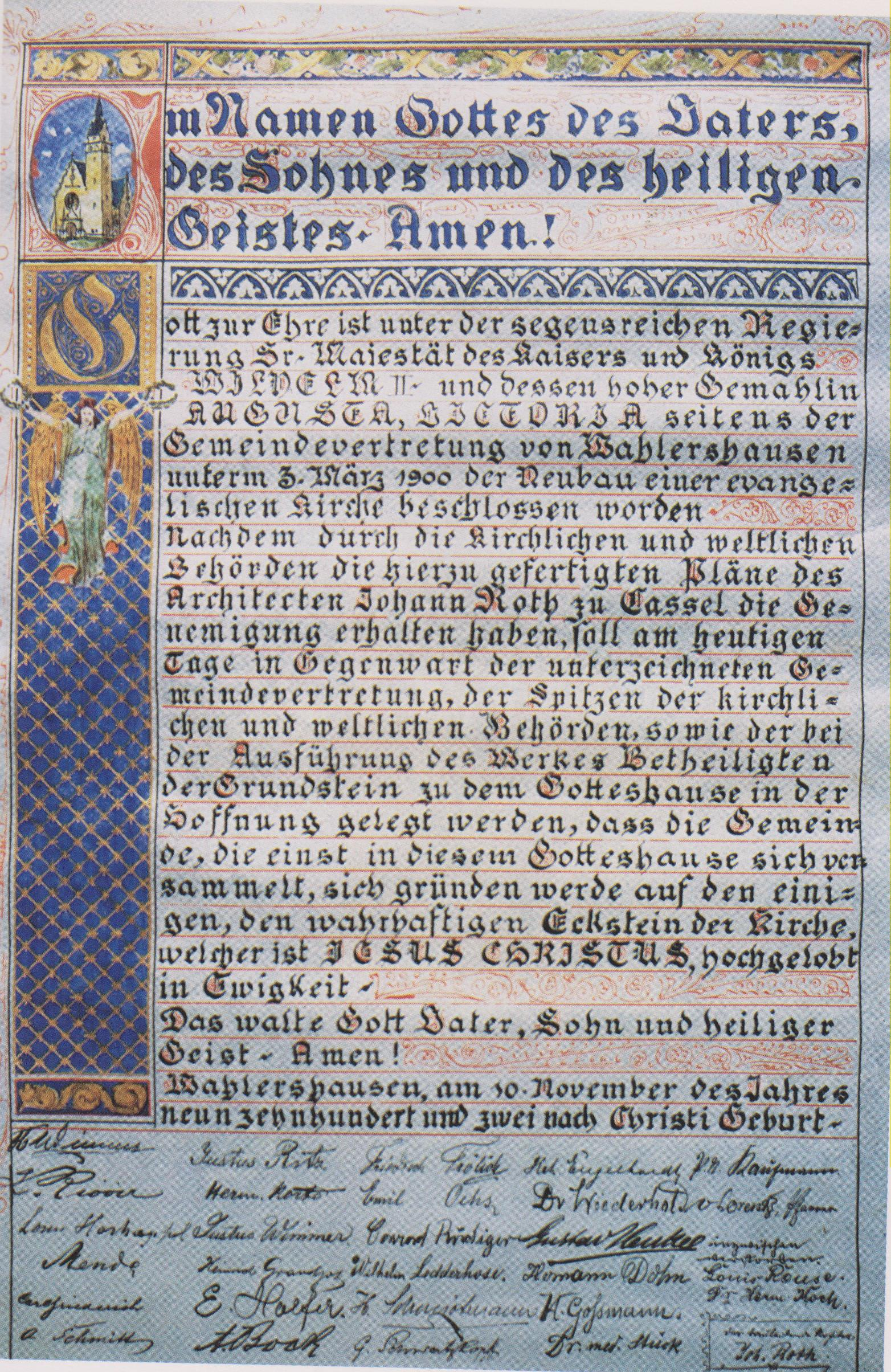
Grundsteinurkunde der Christuskirche
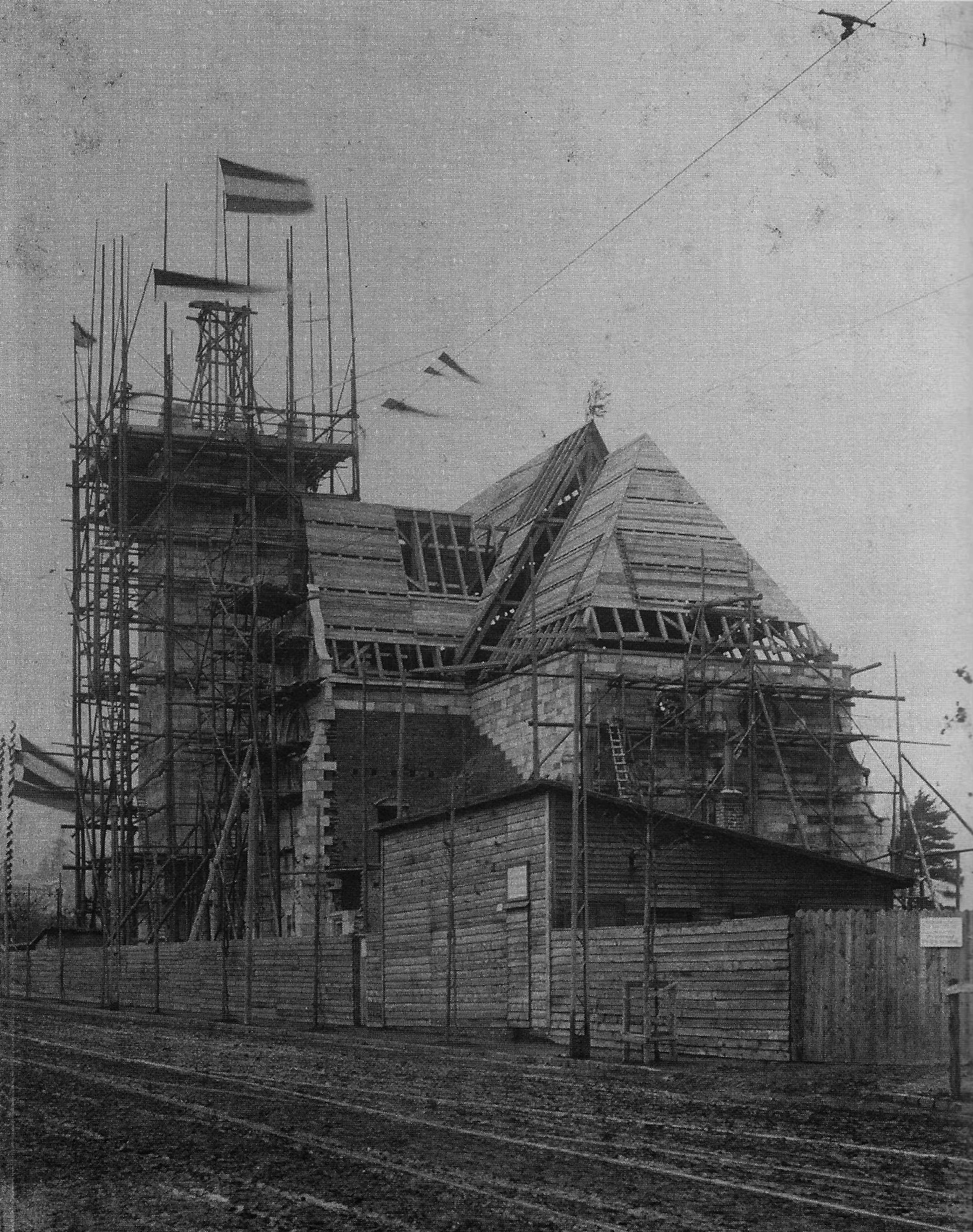
Christuskirche als Baustelle am 10. November 1902
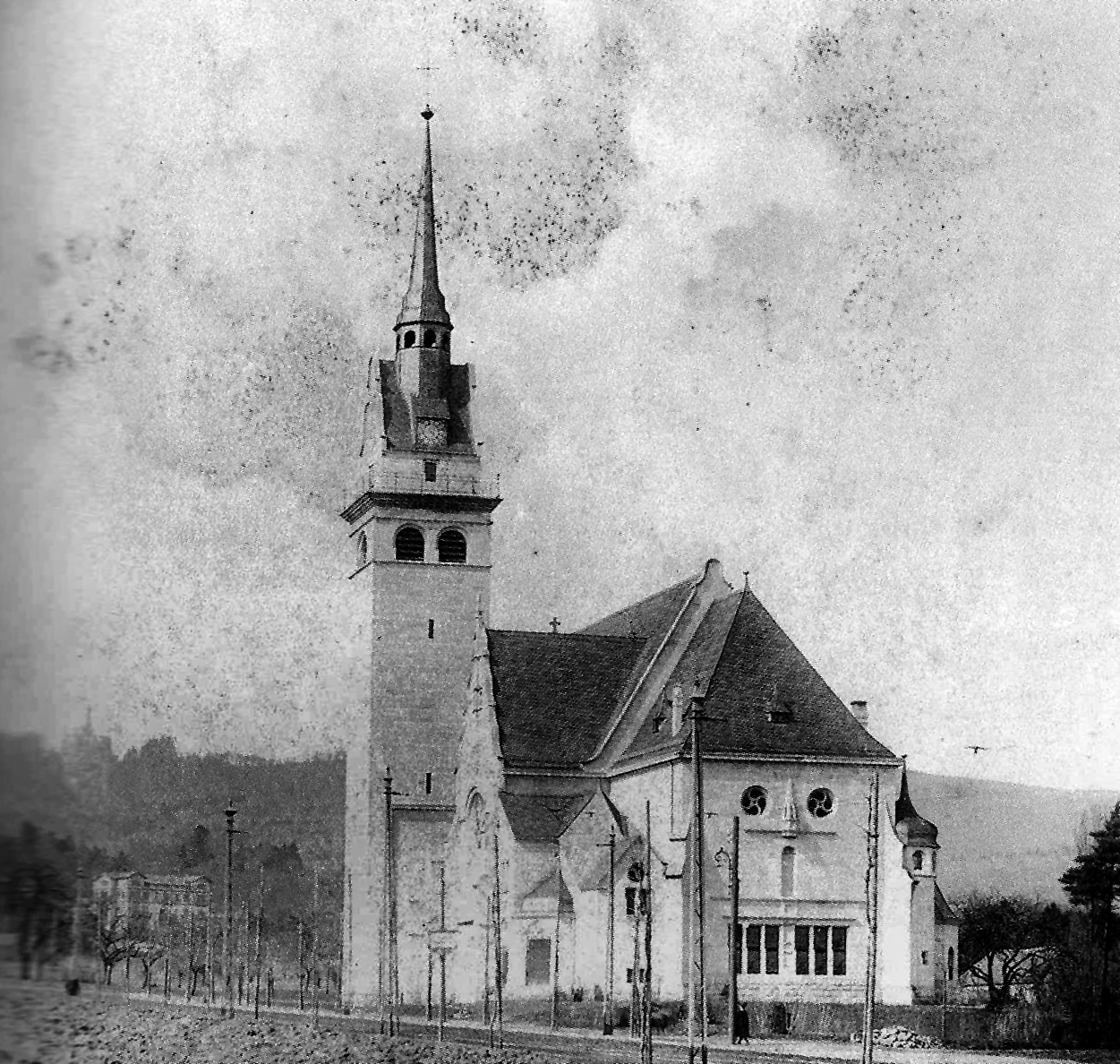
Christuskirche um 1910 noch auf freiem Feld
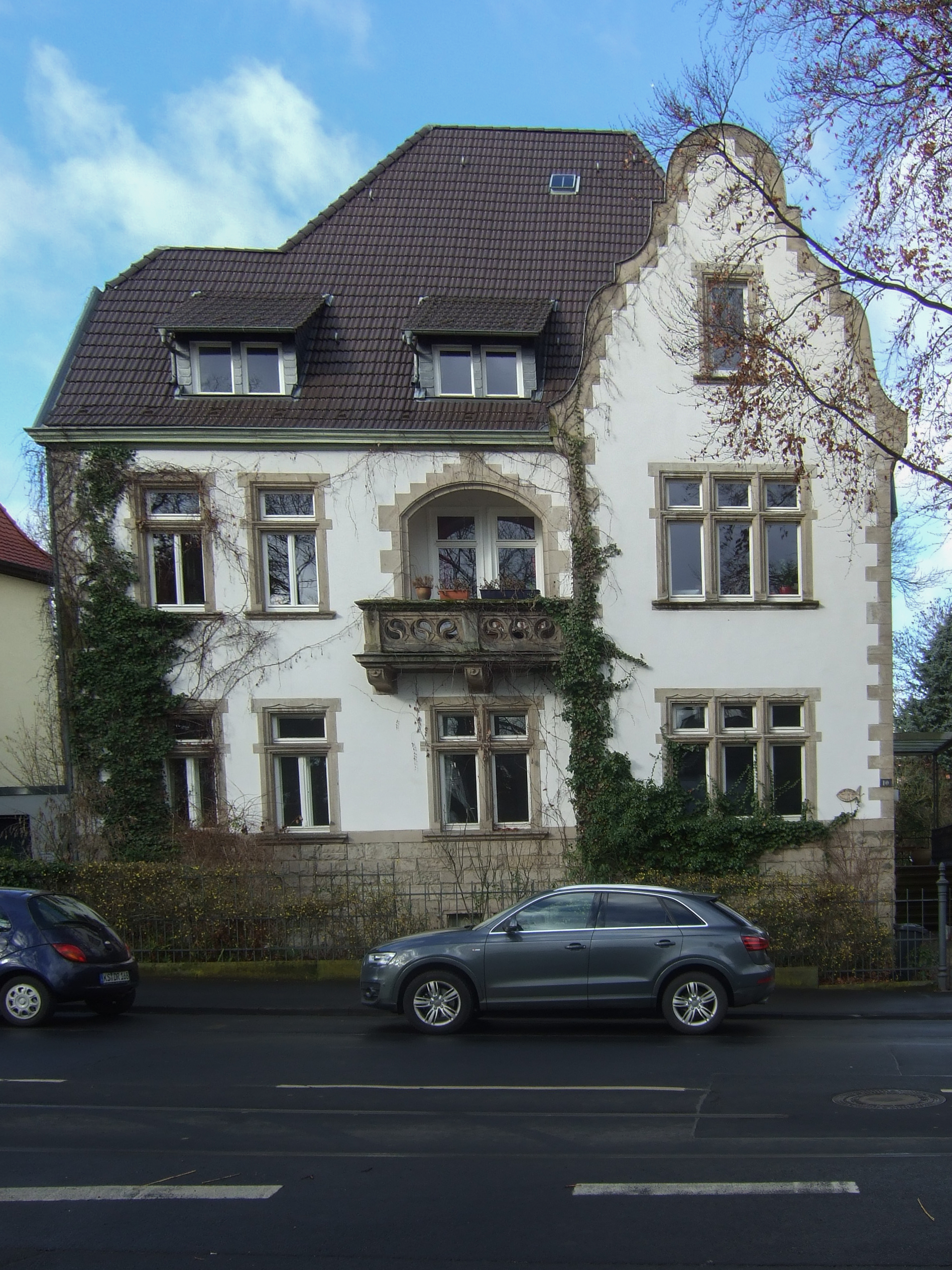
Pfarrhaus und heutiges Pfarramt der Christuskirche – die Ornamente der Kirche wiederholen sich in der Balkonbrüstung.

Die Gesamtkosten der Kirche wurden von der politischen Gemeinde Wahlershausen getragen und betrugen 265.000 Goldmark bzw. zusammen mit den gärtnerischen Anlagen 318.000 Goldmark. Wenig später wurde noch in unmittelbarer Nähe ein Pfarrhaus errichtet.

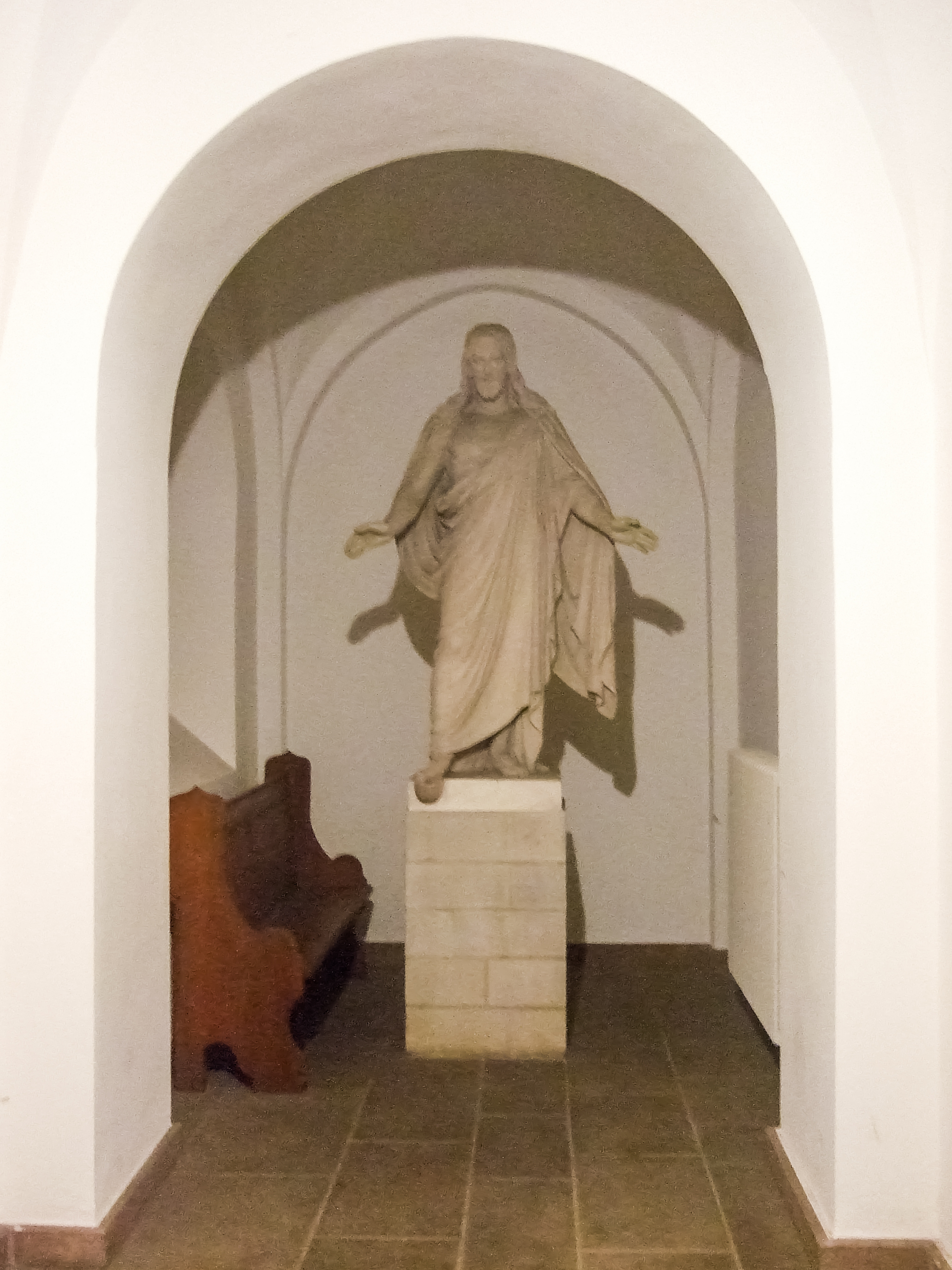
Christusfigur neben dem Eingang

Die Christusfigur, die sich ursprünglich im Kircheninneren an der rechten Seite des Triumphbogens befand, wurde vom Wahlerhäuser Arzt und Kurdirektor Moritz Wiederhold gestiftet. Seit der Renovierung der Kirche im Jahr 1953 befindet sie sich im linken Bereich des Vorraums der Kirche. Sie ist eine Kopie der Christusfigur des dänischen Bildhauers Bertel Thorvaldsen von 1827, die für die Frauenkirche in Kopenhagen entworfen wurde. Die Figur in der Christuskirche wurde von Arthur Trebst (1861–1922) aus französischem Champagnerkalk geschaffen.
Die von verschiedenen Gemeindemitgliedern gestifteten farbigen Glasfenster wurden 1942 im Zweiten Weltkrieg auf der Nordseite von einer Luftmine zerstört. Dies blieb jedoch die einzige Zerstörung an der Kirche während des Krieges.

## Renovierungen
Im Laufe der Jahre wurde die Christuskirche mehrfach renoviert. So wurde im Jahr 1908 die Orgel mit einem elektrischen Gebläse versehen und im Jahr 1910 erhielten die Glocken einen elektrischen Antrieb.
1952 erfolgte eine umfassende Renovierung der Kirche und eine Neugestaltung des Kircheninnenraums. Dabei wurden die farbigen Ausmalungen von 1903 durch ein schlichtes Weiß ersetzt. Davon ausgenommen blieben die Kanzel und der Triumphbogen. Der alte Konfirmandensaal wurde entfernt und die Orgel, die sich bis dahin über dem Konfirmandensaal befand, wurde auf die Westempore verlegt. Im nunmehr vergrößerten Altarbereich wurde ein 6,50 m hohes, aus Spessart-Eiche gefertigtes Holzkreuz aufgestellt und der Altar wurde nach hinten gerückt. Außerdem wurden einige Fensteröffnungen verändert. Der bisherige Taufstein, der sich unter der Christusfigur befand, wurde durch einen freistehenden Taufstein rechts neben dem Altar ersetzt. Anstatt der bisherigen zwei großen Kronleuchter wurden Pendelleuchten und Wandarme angebracht.
1961 wurde eine neue Bosch-Orgel eingebaut.
In der Zeit zwischen 1980 und dem Frühjahr 1981 erfolgte eine weitere vollständige Renovierung. Es fand in erster Linie eine Sanierung des tragenden Gebälks und der elektrischen Leitungen statt. Dabei wurde auch ein Teil des Dachschiefers und die ursprünglichen Zink-Dachrinnen durch kupferne ersetzt; die Heizungsanlage und der Fußboden wurden ebenfalls erneuert. Im Innenraum der Kirche wurden, in Anlehnung an die originale Bemalung von 1903, der Triumphbogen und die Kanzel durch den Offenbacher Zeichner Rudolf Koch mit Ornamenten und Symbolen versehen. Die Kirchenbänke wurden neu lasiert, der Altar wieder weiter nach vorne versetzt und ein Teil der Kaiserloge zur Teeküche umgebaut. Die Finanzierung dieser beiden letzten Renovierungen und der Kauf der neuen Orgel 1961 erfolgte teilweise durch Spenden der Gemeindemitglieder. Am 5. Mai 1981 wurde die Kirche renoviert wieder geöffnet.

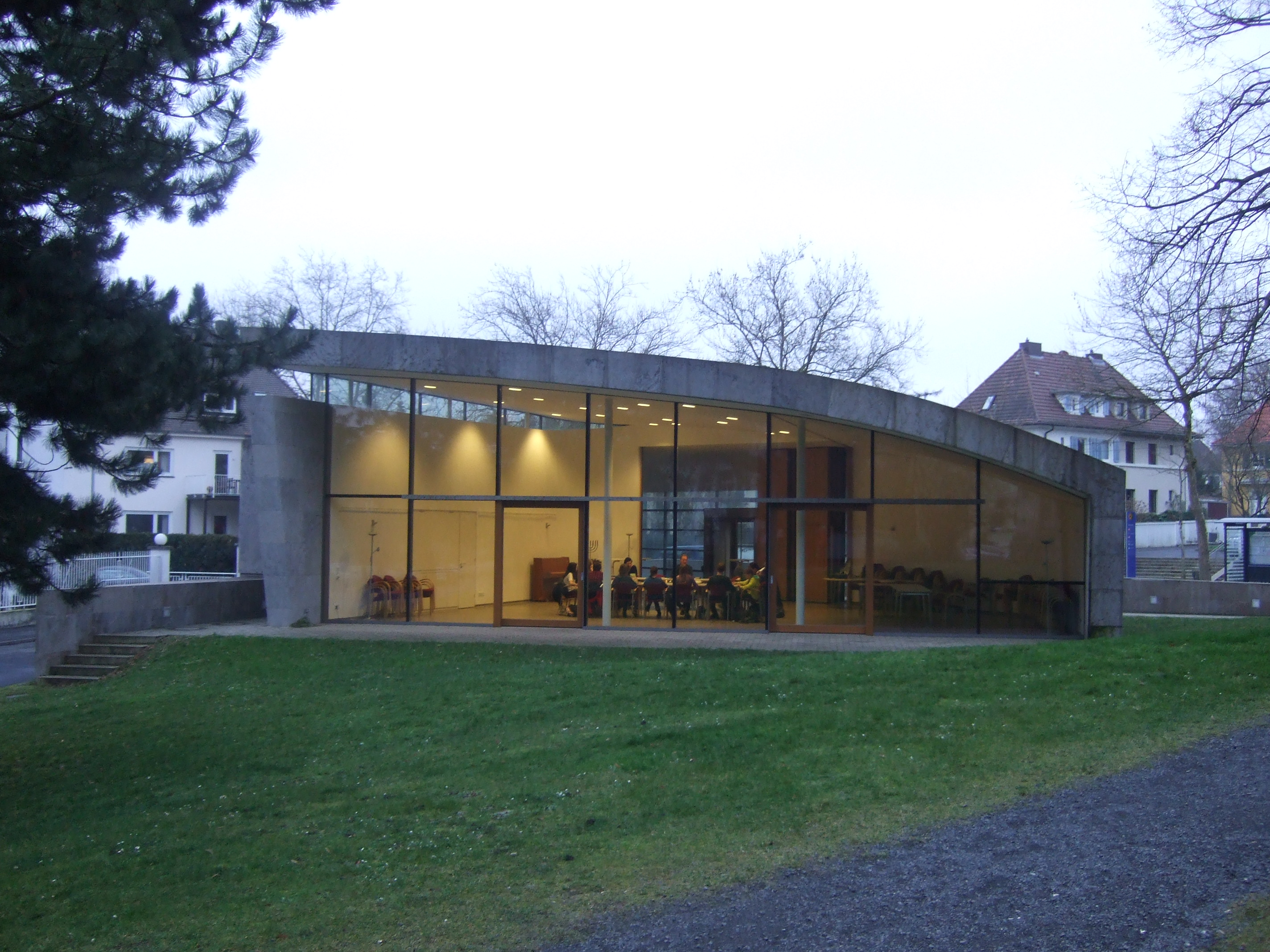
Gemeindezentrum der Christuskirche

1996 übertrug die Stadt Kassel ein dreieckiges Grundstück an die Kirchengemeinde, um dort ein Gemeindezentrum zu errichten. Dazu wurde nach heftiger Diskussion über den genauen Standort am 31. Mai 2000 ein Wettbewerb für den Bau östlich der Kirche in der Landgraf-Karl-Straße ausgeschrieben. Das Kasseler Architekturbüro Prof. Karl Berthold Penkhues gewann diesen Wettbewerb und wurde mit der Errichtung betraut. Die Einweihung erfolgte am 2. Dezember 2001. Auch dieser Neubau wurde durch zahlreiche Spenden und eine großzügige Erbschaft finanziert.
Im Jahr 2004 und 2005 wurde der Altarraum neu gestaltet, wobei die Steinwände in einem schlichten Weiß gehalten wurden. Hinter dem Kreuz befindet sich jetzt das Kunstwerk „Dekalog und Kreuz“ von Dagmar Weissinger. Die Licht- und Tonanlage wurde modernisiert, um eine differenzielle Beleuchtung und Beschallung zu ermöglichen.

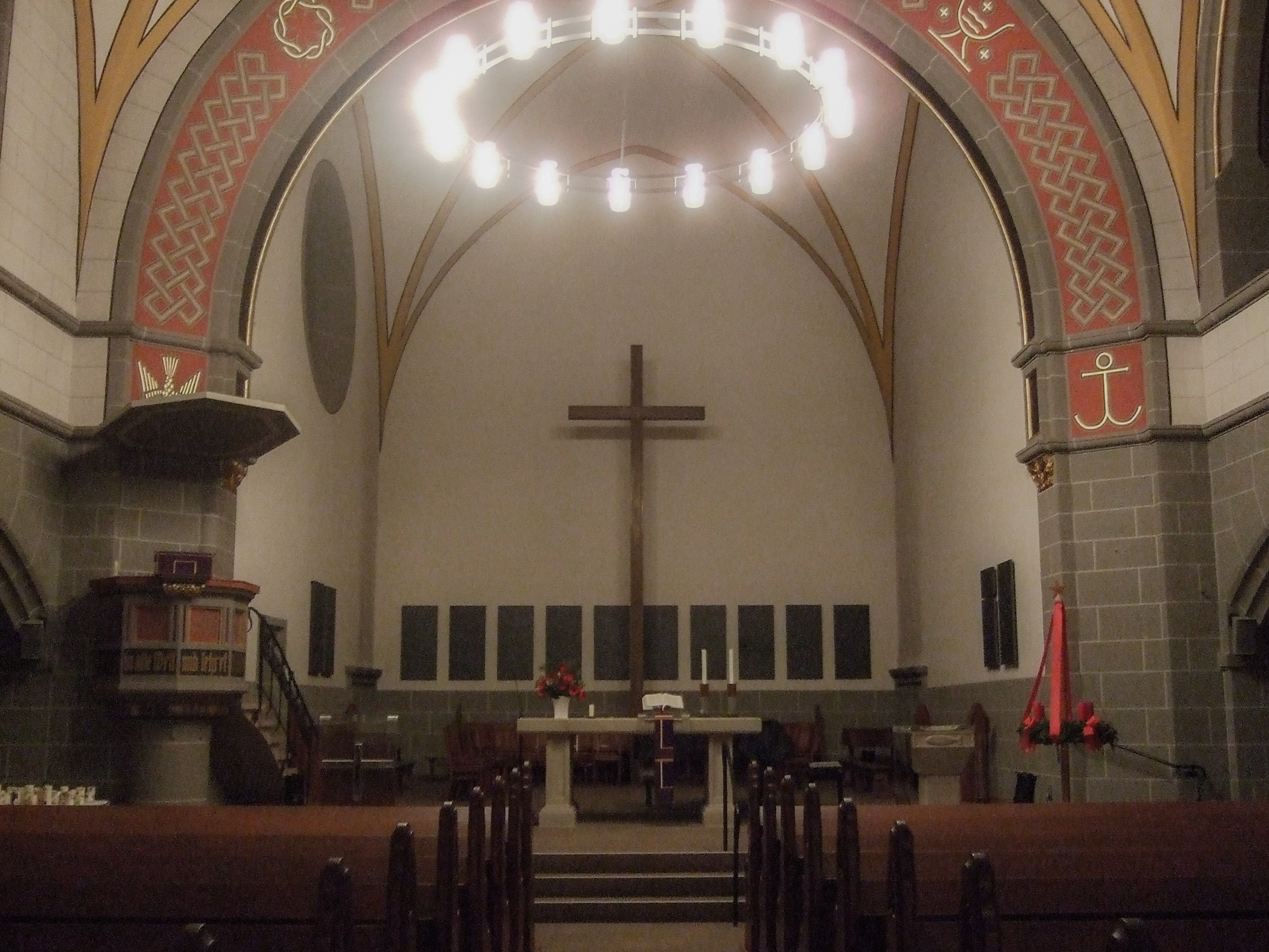
Altarraum
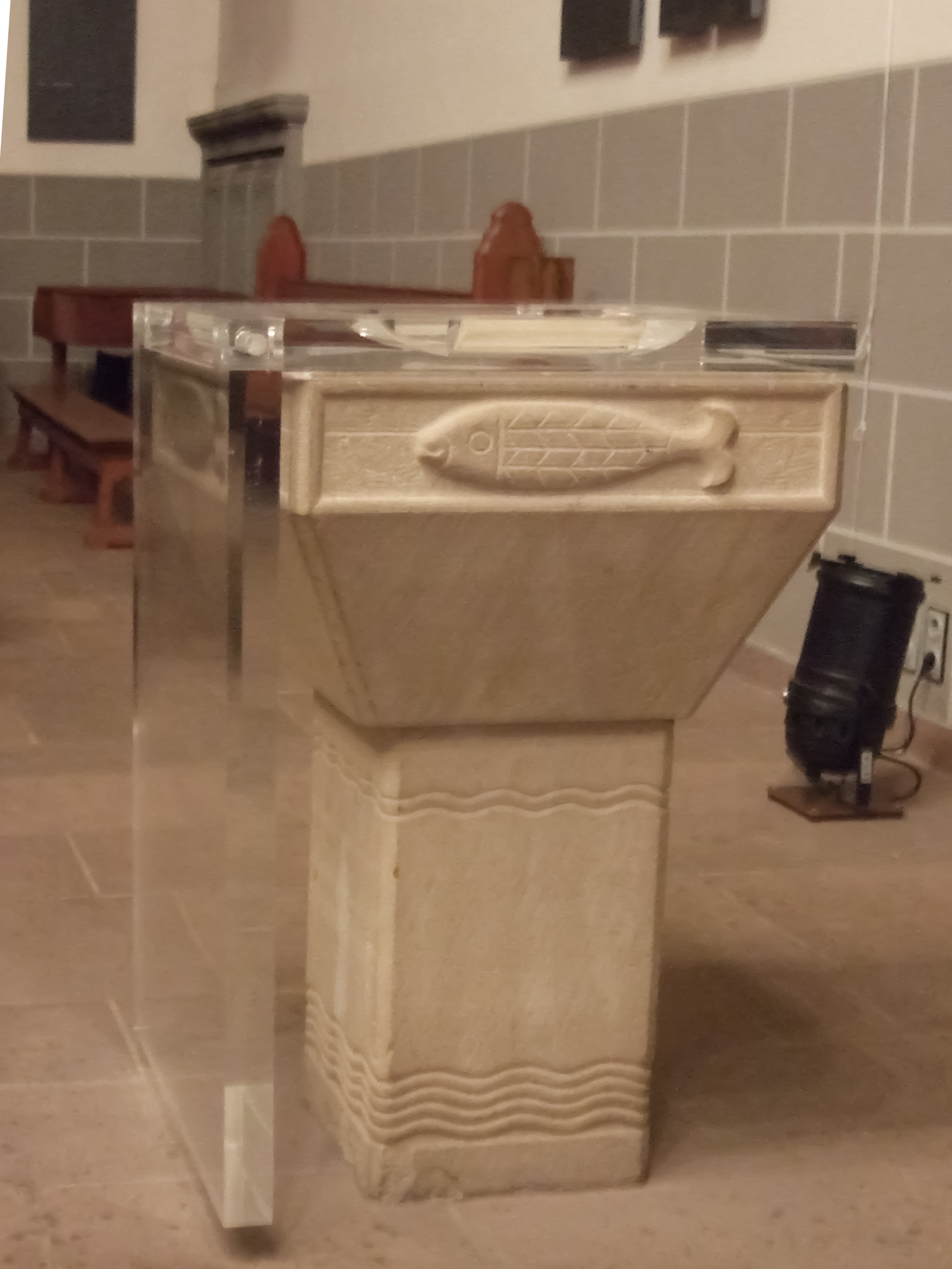
Taufbecken

## Baubeschreibung
Der dreischiffige Grundriss der Kirche richtet sich nach den Vorgaben des Eisenacher Regulativs von 1861 und hat ein schmaleres Nord- und ein breiteres Südschiff. Der Chorraum mit der nördlichen Sakristei schließt mit einem Triumphrundbogen an das Langhaus an. Im Innenraum trennen flache Rundbogenarkaden mit gedrungenen Säulen die niedrigen Seitenschiffe vom dreijochigen Mittelschiff, das wie der Chor mit Kreuzrippen überwölbt ist. Das Langhaus besitzt fünf verglaste Rundbogenfenster (im Norden drei und im Süden zwei) die mit zweiteiligem, gotisiertem Maßwerk gefüllt sind. Die niedrigeren Seitenschiffe besitzen, beidseitig von rechteckigen Wandöffnungen flankiert, fünf Rundfenster. Des Weiteren befinden sich an der nördlichen Chorwand und an der Kaiserloge Fenster in Form von Vierschneußen. Beim ursprünglichen Gebäude befanden sich an der Chorrückseite im oberen Bereich zwei Rundfenster in Form von Vierschneußen und zwei Fensterreihen für den Konfirmandensaal. Beide wurden 1952 bei Renovierungsarbeiten zusammen mit der West-Rosette zugemauert. Die ehemaligen Fensteröffnungen sind jedoch noch auf der Außenhaut zu erkennen.
Eine Besonderheit der Kirche ist die Kaiserloge, die sowohl die Innen- als auch die Außenarchitektur deutlich prägt. Sie springt wie ein eigenes Querhaus aus dem südlichen Querschiff hervor und verfügte einst über einen heute vermauerten separaten Zugang mit noch gut zu erkennendem Treppenhaus. Die Kaiserloge wurde für den damaligen Kaiser Wilhelm II. und seine Gemahlin Auguste Viktoria als Hofkirche für ihre Besuche in Wilhelmshöhe errichtet. Während Auguste Viktoria auch öfter am Gottesdienst teilnahm, besuchte Wilhelm II. die Kirche allerdings nie. Heute dient die Kaiserloge als Versammlungsraum mit Teeküche.
Die Kirche wurde aus Sandstein erbaut und ist heute nachgedunkelt. Das Dach wurde mit Naturschiefer gedeckt. Die rot gestrichenen Holztüren sind mit schwarzen Eisenbeschlägen versehen.
Stilistisch wich der Architekt vom Eisenacher Regulativ ab, und das Gebäude ist nicht rein neogotisch erbaut. Es finden sich auch Stilelemente der Renaissance sowie die barockisierten Schweifgiebel.
Der Turm hat eine Gesamthöhe von 53,75 m. Über Dreiviertel seiner Höhe ist er massiv gemauert. Darüber finden sich rundbogenförmige Schallöffnungen und dann ein vierfach gestaffeltes Gesims. Das darauffolgende Dachhaus hat geschweifte Giebel und beherbergt die Uhr mit Zifferblättern an allen vier Turmseiten. Abgeschlossen wird der Turm durch einen achteckigen Aufbau und die Turmspitze, auf der sich ein Kreuz mit einem Wetterhahn befindet.

### Die einzelnen Bauelemente

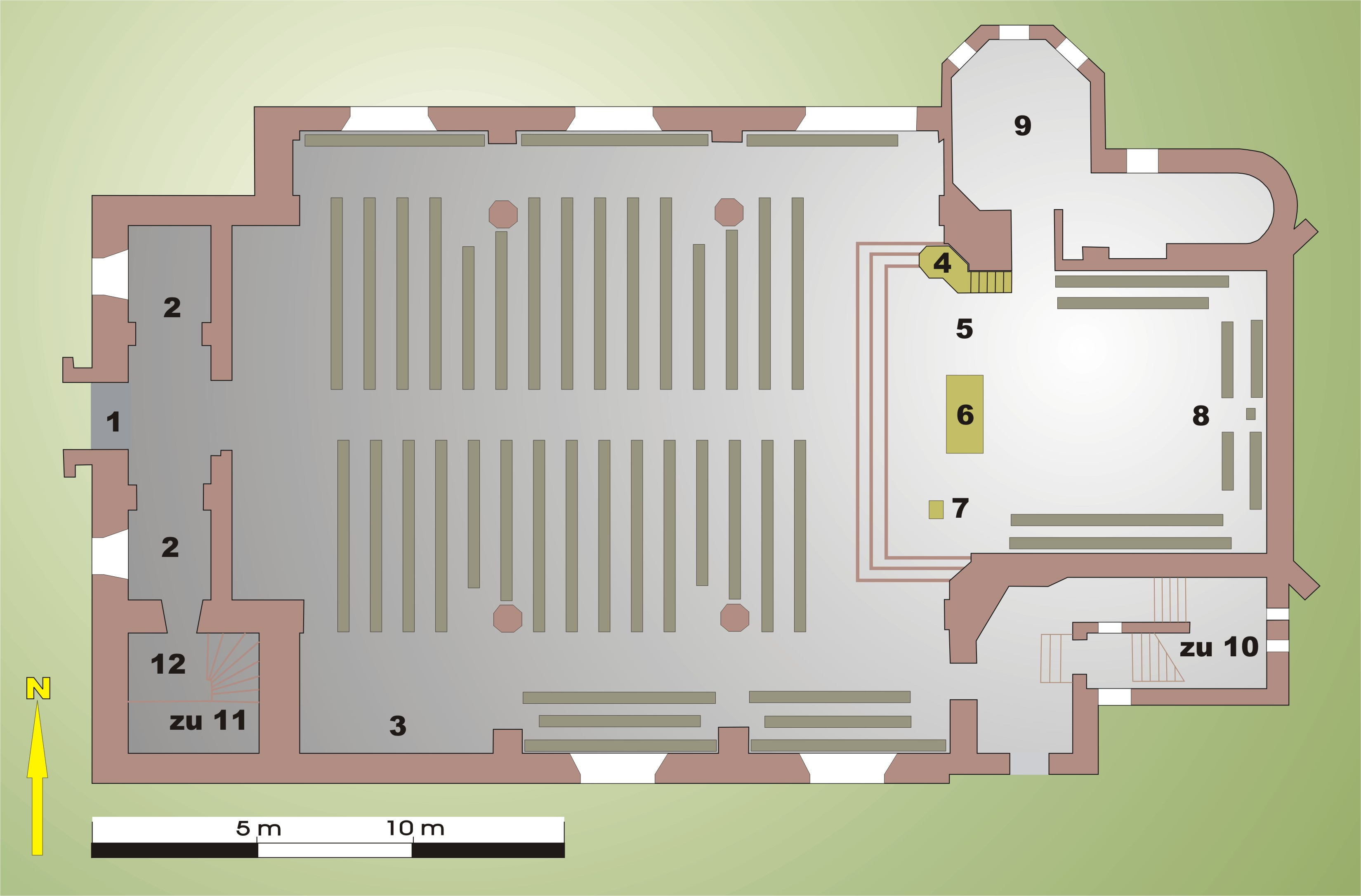
Grundriss der Kirche mit den Standorten der Bauelemente

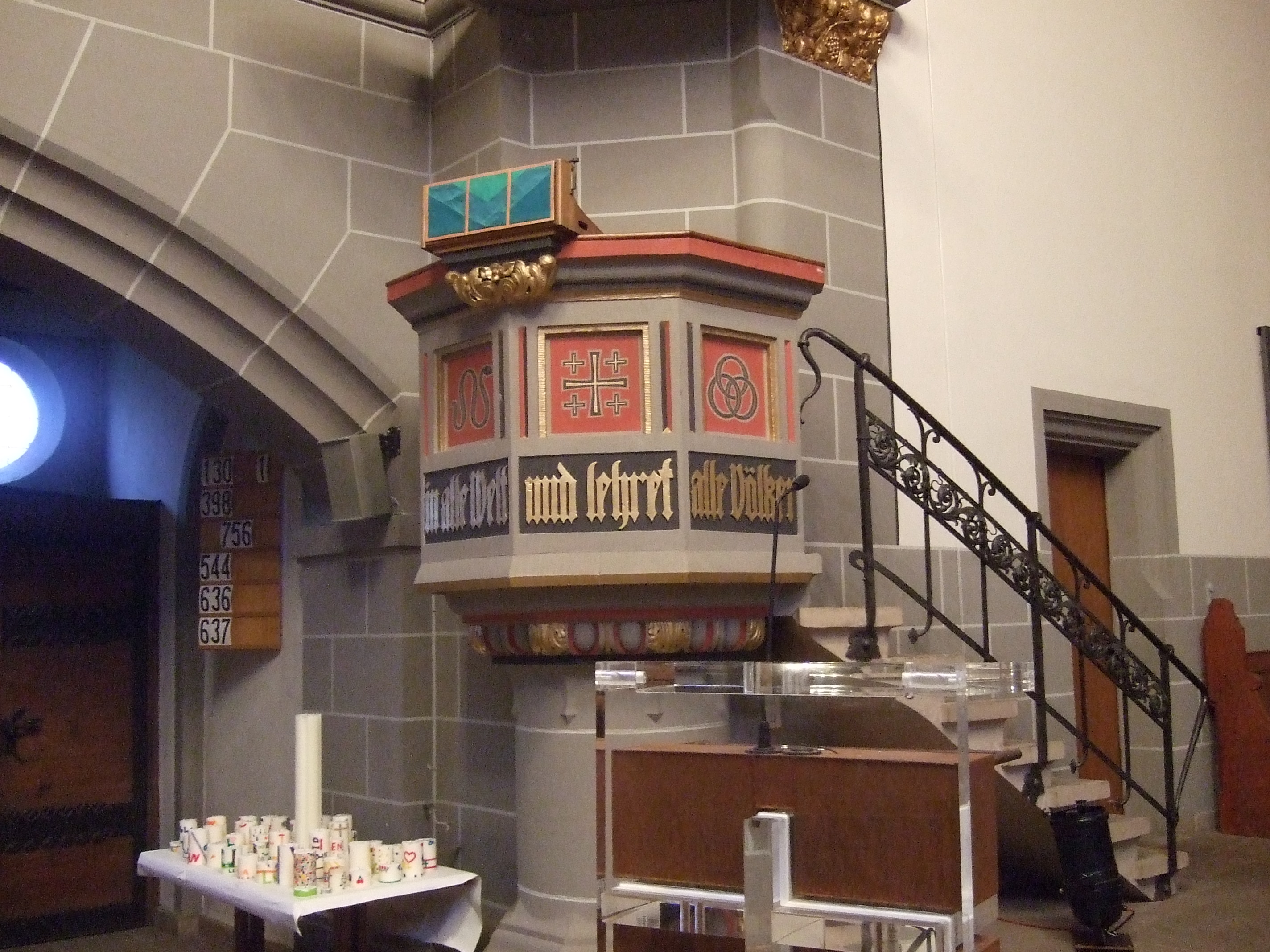
Kanzel der Christuskirche

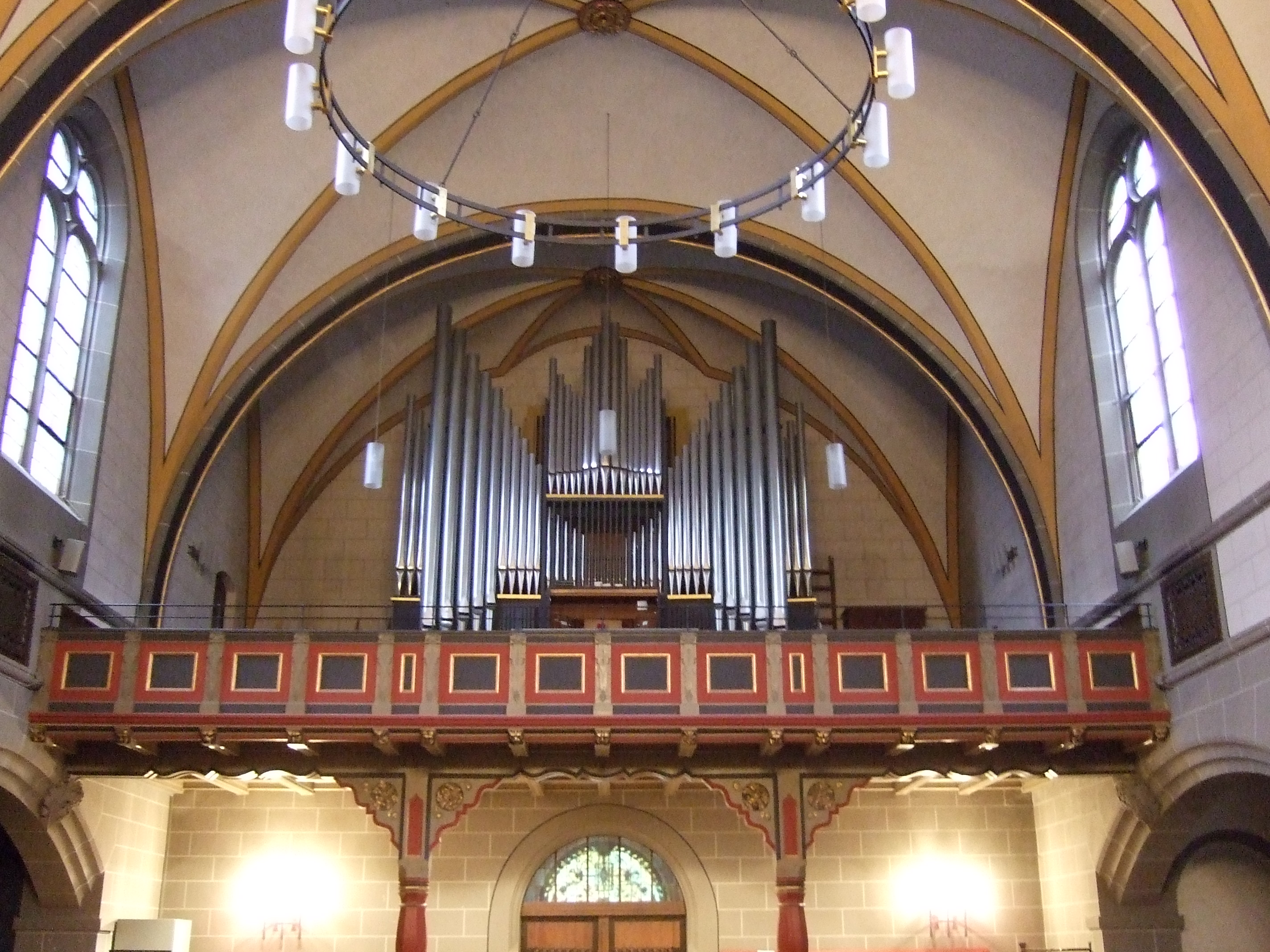
Orgel 2013

1: Das Hauptportal: Rundbogen mit eingearbeitetem Rosenstrang. Darunter verläuft eine Zierleiste mit der Form eines Eierstabes. An den Seiten und in der Mitte befinden sich drei Engels- oder Kinderköpfe.
2: Vorraum der Kirche: Links befindet sich heute die Christusfigur.
3: Gedenktafeln: Auf der rechten Seite befinden sich Gedenktafeln für die in den beiden Weltkriegen gefallenen Soldaten der Gemeinde. Sie wurden 1951 durch den Architekten Alfons Niemann projektiert und in Kratzputztechnik ausgeführt. In der Mitte befindet sich eine Christusfigur als guter Hirte.
4: Kanzel: Sie befindet sich in der linken Seite des Chorraums und ist in der ursprünglichen Gestalt von 1903 erhalten. Jedoch wurde sie während der Renovierung der Kirche 1952 nach Entwürfen des Offenbacher Zeichners Rudolf Koch bemalt. Die Abbildungen zeigen das Kirchenjahr in Symbolen. Der Stern steht für Advent und Weihnachten, die Schlange für die Passionszeit und Ostern, das Jerusalemkreuz für Pfingsten und die drei ineinander gefassten Ringe für die Dreifaltigkeit. Die Inschrift lautet: Gehet hin in alle Welt und lehret alle Völker.
5: Der Triumphbogen: Auch er wurde 1952 mit Symbolen von Rudolf Koch versehen. Auf der linken Seite ist eine Taube als Sinnbild für den Heiligen Geist und eine Dornenkrone für das Leid Christi abgebildet. Rechts befinden sich ein Kelch mit Oblate und Anker, die für das Abendmahl bzw. Hoffnung stehen. Zwischen den Symbolen befindet sich eine Ornamentlinie als Bild für die Ewigkeit.
6: Altar: Der Altar besteht aus dem Abendmahltisch auf zwei Sandsteinplatten. Zur Einweihung der Kirche wurde von der Kaiserin Auguste Viktoria eine kunstvoll gestaltete Altarbibel gestiftet. Die Bibel trägt die Widmung Lass dir meiner Gnade genügen; denn meine Kraft ist dem Schwachen mächtig.
7: Taufstein: Der Taufstein wurde nach dem Entwurf des Kasseler Malers Johann Reinhold gearbeitet und frühestens 1952 in der Kirche aufgestellt. An allen vier Seiten befindet sich als einziges Symbol ein Fisch, der das Geheimzeichen der verfolgten Christen war.
8: Kreuz: Das Kreuz befindet sich an der Wand des Altarraums und wurde während der Renovierung im Jahr 1952 aufgestellt.
9: Sakristei: Die Sakristei befindet sich an der linken Seite des Altarraums. Sie wird u. a. auch für Trauungen und Taufen im kleinen Rahmen genutzt. Sie ist mit einem Holzaltar und einem Wandkreuz von Gotthold Schönwandt ausgestattet. An der gegenüberliegenden Wand befinden sich Fotos der bisherigen Pfarrer der Christuskirche.
10: Kaiserloge: Die Kaiserloge war früher über einen separaten Eingang zugänglich und befindet sich auf der rechten vorderen Seite der Kirche. Im Treppengeländer des Treppenhauses zur Kaiserloge befindet sich ein handgeschmiedeter Kaiserlicher Adler. Die Kaiserstühle sind mit den Wappen des Kaiserpaares geschmückt.

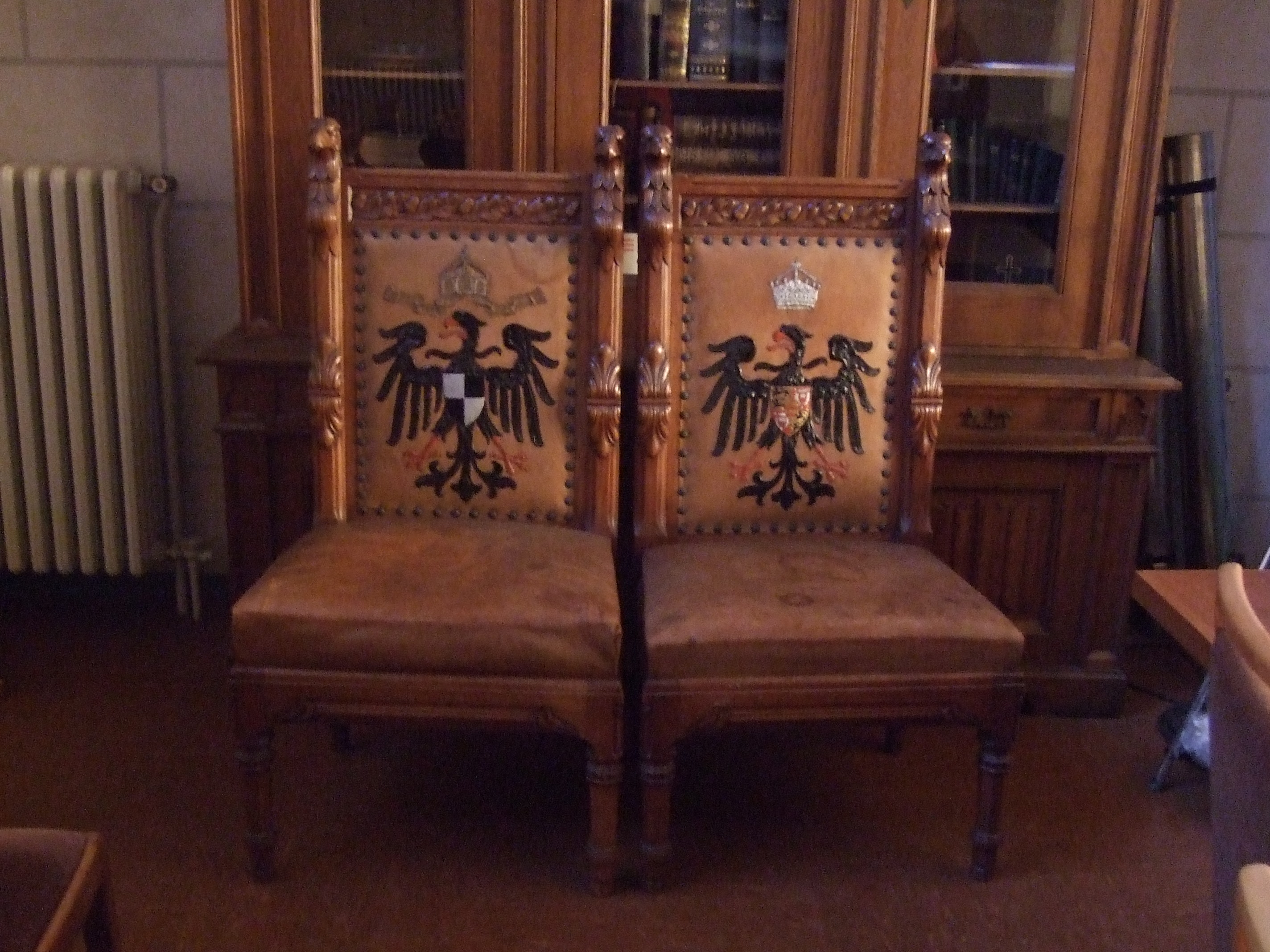
Bestuhlung der Kaiserloge
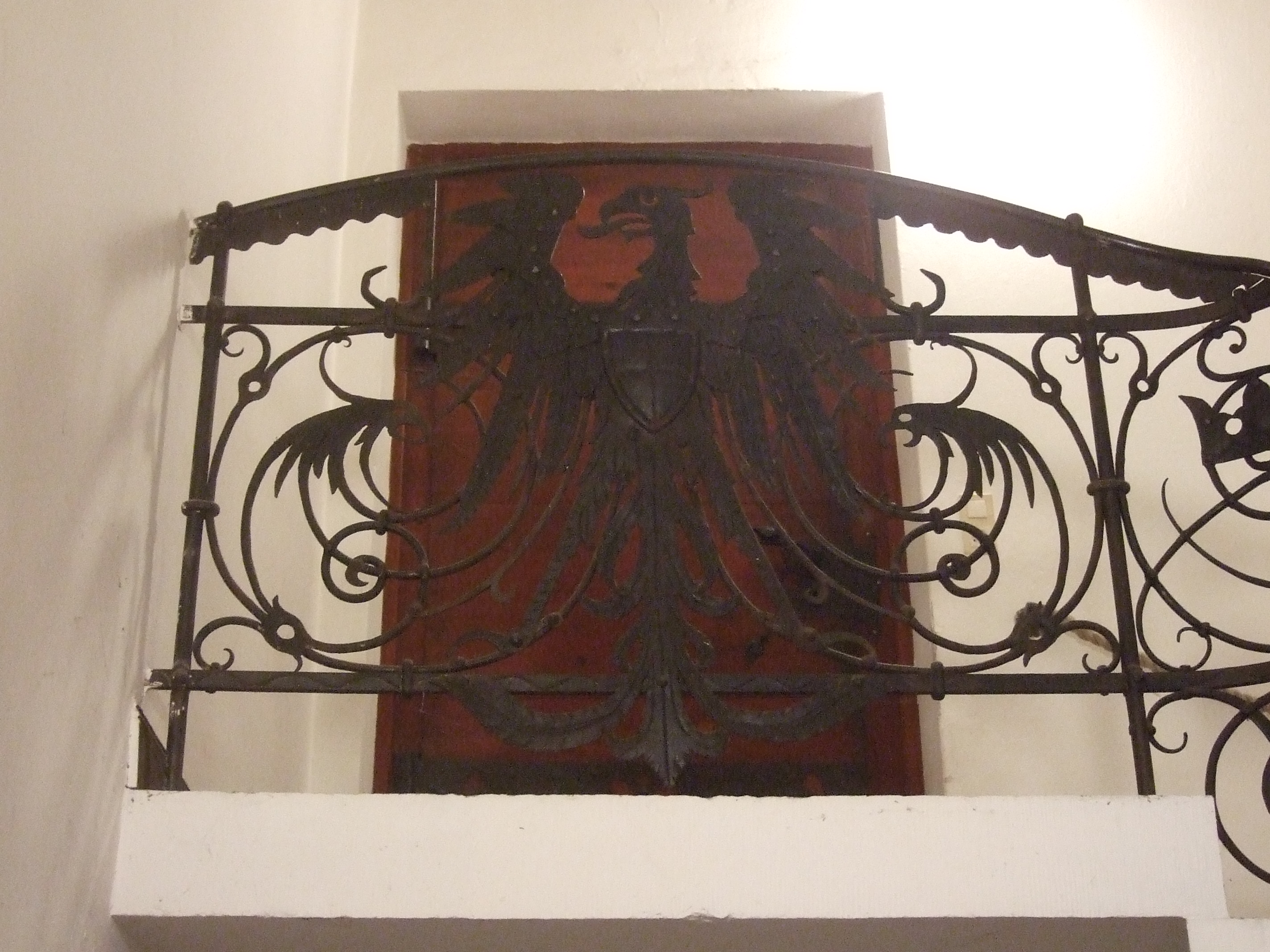
Schmiedeeiserner Kaiserliche Adler
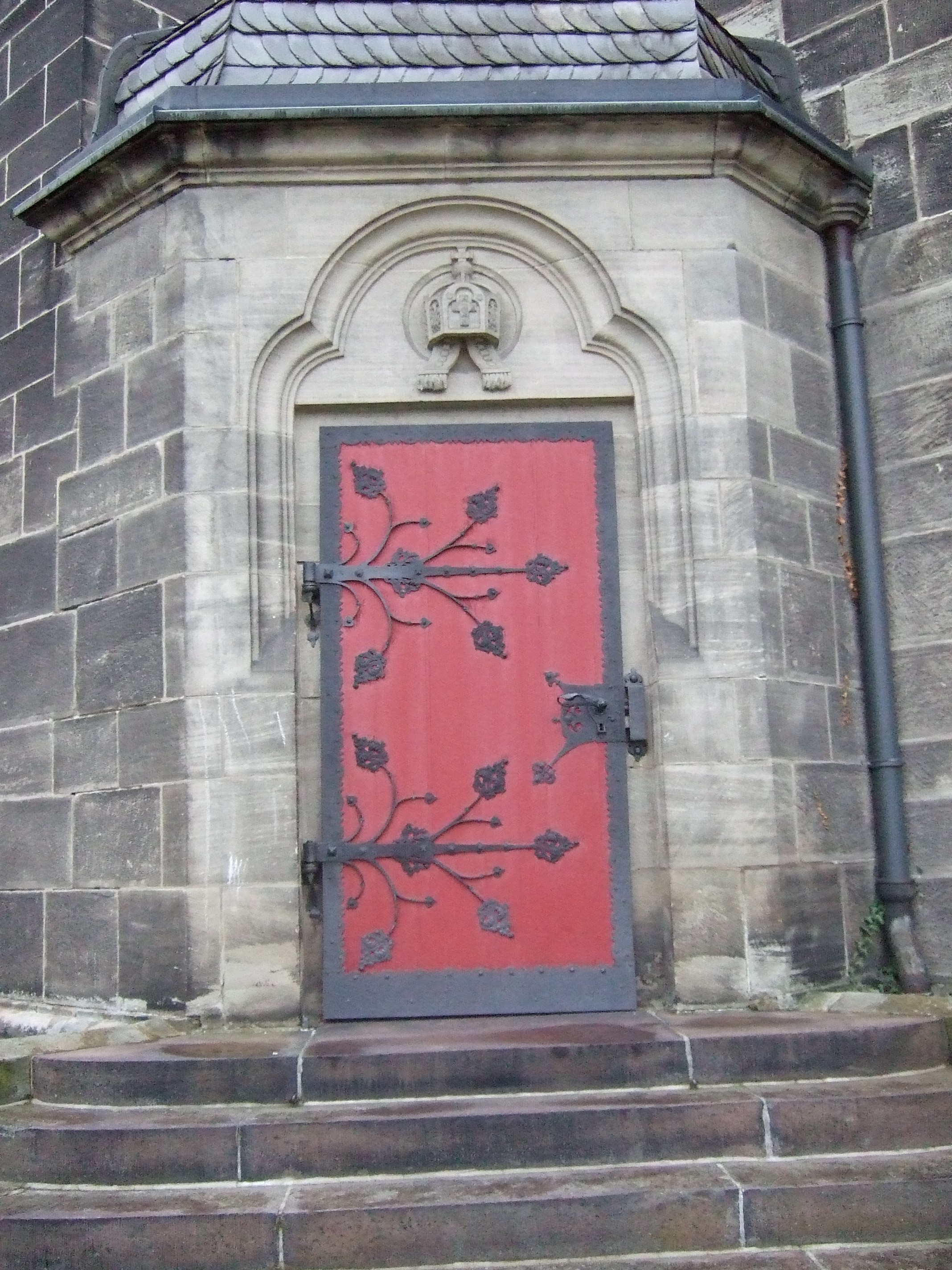
Eingang zur Kaiserloge

11: Orgel: Die Orgel im Neubau der Kirche 1903 wurde von der Orgelbaufirma Euler in Hofgeismar gebaut. Sie befand sich auf der Ostempore über dem Konfirmandensaal. Die Orgel wurde bei der Renovierung im Jahr 1952 von diesem Standort auf die Westempore verlegt. 1960 wurde die ursprüngliche Orgel an die Fatima-Kirche in Kassel-Wilhelmshöhe übergeben und 1961 wurde eine Orgel der Firma Werner Bosch aus Sandershausen beschafft.
Die sichtbaren Pfeifen im Prospekt der Orgel sind nur ein Bruchteil des eigentlichen Werkes. Die meisten Pfeifen befinden sich hinter dem Prospekt. Sie verfügt über 31 Register auf drei Manualen und Pedal. Die Register sind einzeln spielbar und mit jedem anderen zu kombinieren. Daraus ergeben sich neue Klangfarben und die Zahl der Registerkombinationen geht in die Millionen.
12: Kirchturm: Der Turm befindet sich an der westlichen Giebelwand. Die Spitze wurde 1966 komplett erneuert. Unterhalb der Turmstube sind drei Stahlgussglocken angebracht. Sie haben ihre Namen aus Korinther 13,13: Glaube, Liebe, Hoffnung. Mit ihnen wird der Gottesdienst eingeleitet, das Gebet begleitet und sie sollen zu innerer Einkehr leiten.
| Glocke | Name     | Gewicht | Schlagton | Symbol                                 |
| ------ | -------- | ------- | --------- | -------------------------------------- |
| 1      | Glaube   | 1700 kg | d′        | Kreuz (Symbol fur den Glauben)         |
| 2      | Liebe    | 1400 kg | fis′      | Brennendes Herz (Symbol fur die Liebe) |
| 3      | Hoffnung | 0880 kg | a′        | Anker (Symbol fur die Hoffnung)        |
Alleine wird die große Glocke ausschließlich zu Beerdigungen auf dem Wahlershäuser Friedhof geläutet. Bei Trauungen und der Einsegnung der Konfirmanden wird die kleine Glocke geläutet. Beim Einläuten des neuen Jahres, des Sonntags am Samstagabend und der Gottesdienste erklingt das volle Geläut.
Das ursprüngliche handbetriebene Geläut wurde bereits 1910 auf einen elektrischen Antrieb umgestellt. Die mechanische Turmuhr von 1903 vom Uhrmachermeister Friedrich Weule wurde 1968 durch eine neue elektrische Uhr ersetzt.

## Kirchengemeinde
Mit der Einweihung der Christuskirche als Pfarrkirche von Wahlershausen, wurde aus der Filialgemeinde die selbstständige Kirchengemeinde Wahlershausen, welche sich nach der Eingemeindung der politischen Gemeinde zur Stadt Kassel im Jahr 1906 Kirchengemeinde Kassel-Wilhelmshöhe nannte. Seit der Anerkennung des Stadtteils Wilhelmshöhe als Thermalsole-Heilbad im Dezember 2000 nennt sich die Kirchengemeinde entsprechend Kassel-Bad Wilhelmshöhe.